# Konz
Konz é uma cidade da Alemanha localizada no distrito de Trier-Saarburg, estado da Renânia-Palatinado.
É membro e sede do Verbandsgemeinde de Konz.